# Vaterpolo na Europskim igrama 2015.
Natjecanja u vaterpolu na Europskim igrama 2015. u Bakuu održala su se od 12. do 21. lipnja.
Podijeljena su u dva kompleta odličja, za muški i ženski vaterpolski turnir reprezentacija do 17 godina. 
Na muškom turniru sudjelovalo je 16 momčadi, a na ženskom 12 djevojčadi. Nastupila su 364 športaša, 208 u muškoj i 156 u ženskoj konkurenciji.

## Muškarci

### Izlučni kriterij
| Muški vaterpolo              | Nadnevak               | Domaćin   | Broj mjesta | Izborili sudjelovanje                                              |
| ---------------------------- | ---------------------- | --------- | ----------- | ------------------------------------------------------------------ |
| Domaćin                      | -                      | -Baku     | 1           | Azerbajdžan                                                        |
| Europsko juniorsko prvenstvo | 8. – 15. rujna 2013.   | Gżira     | 1           | Crna Gora, Srbija, Italija, Mađarska, Hrvatska, Rusija, Španjolska |
| izlučni turnir A             | 12. – 15. ožujka 2015. | Nijverdal | 2           | Grčka, Ukrajina                                                    |
| izlučni turnir B             | 12. – 15. ožujka 2015. | Graz      | 2           | Slovačka, Turska                                                   |
| izlučni turnir C             | 12. – 15. ožujka 2015. | Szczecin  | 2           | Francuska, Rumunjska                                               |
| izlučni turnir D             | 12. – 15. ožujka 2015. | Gżira     | 2           | Njemačka, Malta                                                    |
| UKUPNO                       |                        |           | 16          |                                                                    |

### Ždrijeb skupina
- skupina A: Francuska, Italija, Rusija, Ukrajina
- skupina B: Azerbajdžan, Njemačka, Mađarska, Rumunjska
- skupina C: Hrvatska, Grčka, Crna Gora, Turska
- skupina D: Malta, Srbija, Slovačka, Španjolska

## Žene

### Izlučni kriterij
| Ženski vaterpolo             | Nadnevak               | Domaćin    | Broj mjesta | Izborili sudjelovanje                                    |
| ---------------------------- | ---------------------- | ---------- | ----------- | -------------------------------------------------------- |
| Europsko juniorsko prvenstvo | 1. – 8. rujna 2013.    | Istanbul   | 6           | Grčka, Španjolska, Nizozemska, Italija, Mađarska, Rusija |
| izlučni turnir A             | 12. – 15. ožujka 2015. | Nice       | 2           | Francuska, Velika Britanija                              |
| izlučni turnir B             | 12. – 14. ožujka 2015. | Bratislava | 2           | Slovačka, Izrael                                         |
| izlučni turnir C             | 12. – 14. ožujka 2015. | Beograd    | 2           | Njemačka, Srbija                                         |
| UKUPNO                       |                        |            | 12          |                                                          |

### Ždrijeb skupina
- Skupina A: Grčka, Nizozemska, Mađarska, Njemačka, Velika Britanija, Izrael
- Skupina B: Rusija, Španjolska, Italija, Slovačka, Francuska, Srbija